# Марк Анний Вер (консул)
Марк Анний Вер (лат. Marcus Annius Verus; умер после 138 года) — римский политический деятель, консул-суффект 97 года, префект Рима в 121—125 годах, консул 121 и 126 годов. Дед императора Марка Аврелия.

## Биография
Марк Анний принадлежал к провинциальной аристократии. Его отец переехал в Рим из Бетики и при императоре Нероне получил претуру, благодаря чему Аннии вошли в состав сенаторского сословия. В 73/74 году они были причислены к патрициату.
В 97 году Марк Анний занимал должность консула-суффекта. В 101/102 году он стал либо понтификом, либо фламином, в 105 году — предположительно членом коллегии арвальских братьев. Карьера Вера достигла зенита после 117 года, когда императором стал Адриан, его друг и свойственник: жена Марка Рупилия Фаустина была единоутробной сестрой жены Адриана Вибии Сабины и внучатой племянницей Траяна. Вер вошёл в ближайшее окружение императорской семьи, его зять Тит Аврелий Фульв Бойоний Аррий Антонин стал наследником Андриана (он известен под именем Антонин Пий). Марк Анний ещё дважды занимал консульскую должность — в 121 и 126 годах. В 117—125 годах он был префектом Рима. Последнее упоминание о Вере относится к 138 году, когда он посетил заседание сената в сопровождении зятя.
У Марка Анния было трое детей от Рупилии Фаустины. Марк Анний Вер достиг в своей карьере претуры и стал отцом императора Марка Аврелия; Марк Анний Либон был консулом в 128 году. Дочь, Анния Галерия Фаустина, была женой императора Антонина Пия.